# Дяволът носи Прада (филм)
Вижте пояснителната страница за други значения на Дяволът носи Прада.
„Дяволът носи Прада“ (на английски: The Devil Wears Prada) е комедийно-драматичен филм, който е филмова адаптация на романа от 2003 година със същото име от Лорън Уайзбъргър. В него участват Ан Хатауей, в ролята на Андреа Сакс, дипломирала се студентка, която търси работа като асистент на влиятелната редакторка на модно списание Миранда Прийстли (Мерил Стрийп). Във филма участват и Емили Блънт в ролята на първата асистентка на Прийстли, Ейдриан Грение в ролята на гаджето на Сакс и Стенли Тучи в ролята на креативния директор. Трейси Томс е в ролята на Лили, близка приятелка на Сакс, а Саймън Бейкър е в ролята на писателя, който помага при изпълнението на сложните задачи.
Премиерата на филма е в Ню Йорк на 19 юни 2006, а излъчването му започва от 30 юни 2006. Мерил Стрийп получава признание за изпълнението на ролята си и е номинирана за Златен глобус в края на годината. Филмът е издаден на DVD на 12 декември 2006. През 2007 г. започва заснемането на телевизионен сериал със същата история.

## Актьорски състав
- Ан Хатауей като Андреа „Анди“ Сакс
- Мерил Стрийп като Миранда Прийстли
- Емили Блънт като Емили Чарлтън
- Стенли Тучи като Найджъл
- Ейдриан Грение като Нейт
- Трейси Томс като Лили
- Саймън Бейкър като Крисчън Томпсън
- Тайбър Фелдман като Ърв Равиц